# ادنوزین دی‌فسفات ریبوز
ادنوزین دی‌فسفات ریبوز (به انگلیسی: Adenosine diphosphate ribose) با فرمول شیمیایی C۱۵H۲۳N۵O۱۴P۲ یک ترکیب شیمیایی با شناسه پاب‌کم ۱۹۲ است. که جرم مولی آن ۵۵۹٫۳۱۶ g/mol می‌باشد. 